# 貫気別川 (後志・胆振)
貫気別川（ぬっきべつがわ）は、北海道後志総合振興局管内と胆振総合振興局管内の境界に沿って流れ噴火湾に注ぐ二級河川。貫気別川水系の本流である。

## 地理
北海道後志総合振興局虻田郡留寿都村にある貫気別山（一等三角点「風防留山」）で源を発し、支流のポンベツ川と合流し豊浦付近の河口で噴火湾に注ぐ。

## 地名由来
アイヌ語でヌプキ・ペッ「Nupki-pet 濁り水・川」の意味。

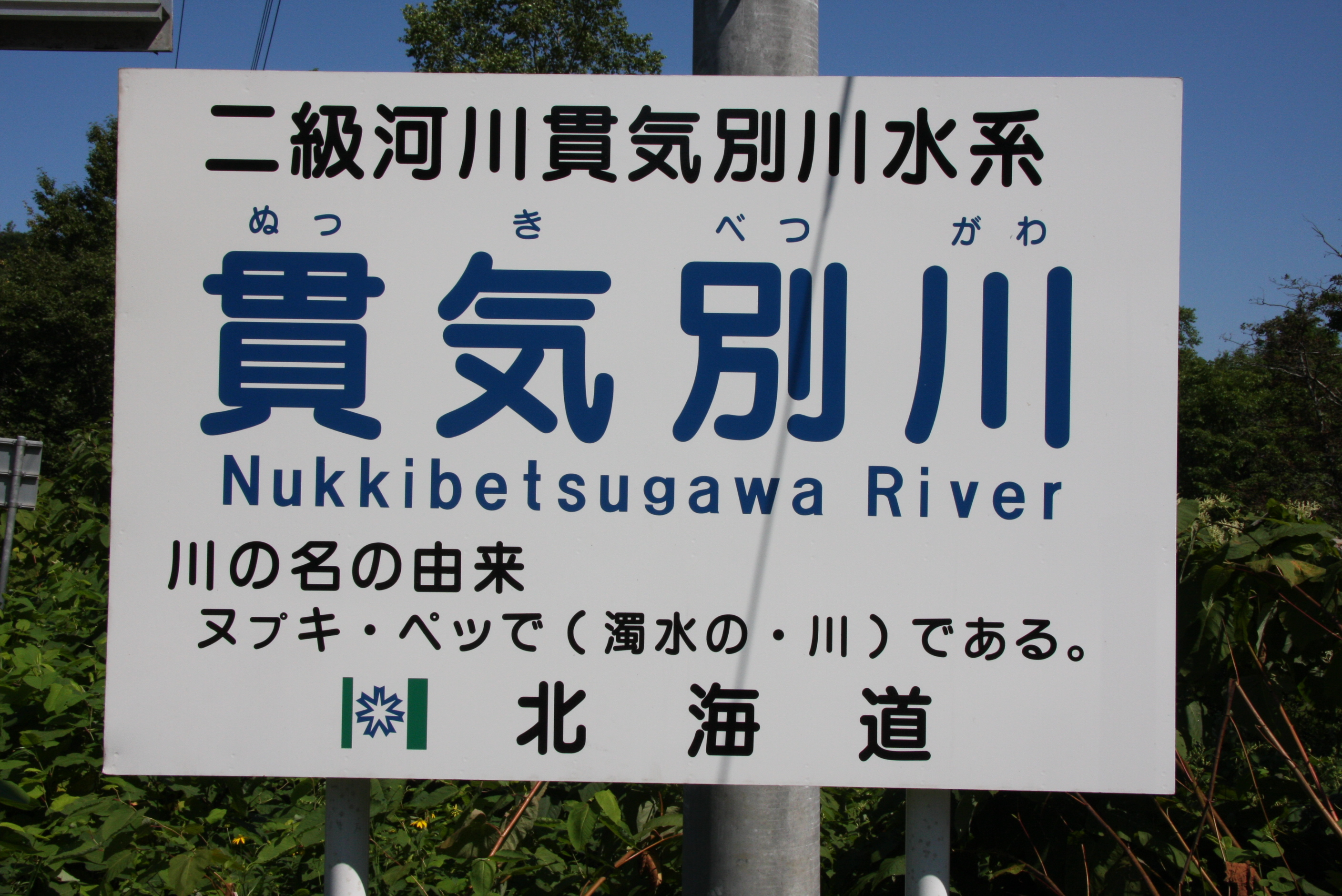
貫気別橋にある貫気別川の河川標識

## 利水および治水
中流にはダム水路式水力発電所が建設され、出力3,400kWの豊浦発電所が稼動している。発電所の傍らにはサケ・マスの捕獲・孵化場が隣接している。

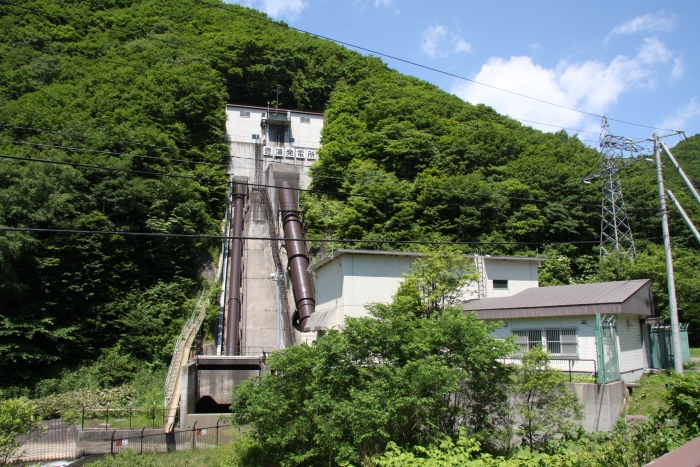
貫気別川で稼働中の豊浦発電所

## 流域の自治体
北海道
後志総合振興局虻田郡留寿都村・真狩村、胆振総合振興局虻田郡洞爺湖町・豊浦町

## 支流
括弧内は流域の自治体
- ポンヌキベツ川（留寿都村）
- 大原川（洞爺湖町）
- オーホーナイ川（留寿都町、豊浦町）
- ニフシナイ川（洞爺湖町）
- オロエンヌキベツ川（真狩村、豊浦町）
- 小花井川（洞爺湖町、豊浦町）
- 壮滝別川（豊浦町）
- ポンベツ川（豊浦町）
- 新山梨川（豊浦町）

## 主な橋梁
- 貫気別橋 - 国道230号
- 岩見橋 - 北海道道702号美和豊浦停車場線
- 貫気別川橋 - 道央自動車道
- 弁辺橋 - 国道37号
- 貫気別川橋梁 - JR室蘭本線
- 豊浦橋